# Polígono de Misiles de White Sands
El Polígono de Misiles de White Sands (en inglés: White Sands Missile Range - WSMR) es una zona de experimentación militar utilizada por el Ejército, la Fuerza Aérea y la Armada de Estados Unidos para la realización de pruebas con tecnologías de cohetes, vehículos aéreos no tripulados y diversos sistemas de armamento. Otras agencias federales, contratistas del sector aeroespacial y la NASA también están activas allí. El polígono fue originariamente establecido el 9 de julio de 1945 bajo el nombre de  Campo de Pruebas de White Sands (White Sands Proving Ground). Durante el desarrollo de la bomba atómica (Proyecto Manhattan), la primera prueba con armas nucleares de la historia se llevó a cabo en una parte del polígono; la cual está cerrada a día de hoy. White Sands significa arenas blancas, y se le dio esta designación porque es el componente más característico del terreno circundante de todo el polígono, más precisamente este es un tipo de yeso. El Polígono de White Sands se encuentra en el sur del estado de Nuevo México.

## Geografía
El Polígono de Misiles de White Sands está ubicado en el Condado de Otero (Nuevo México), en un valle entre las montañas Organ y las montañas de Sacramento.

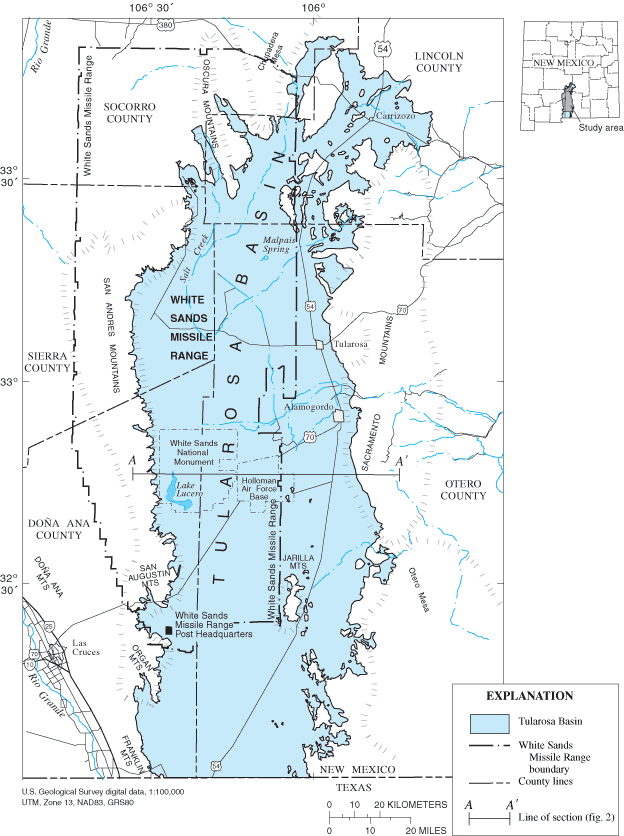
La mayor parte del norte de la Cuenca de Tularosa (azul) se usa para las actividades del Polígono de Misiles de White Sands (área dentro del perímetro punteado), que encierra numerosas áreas que no son terrenos militares (por ejemplo, el parque nacional de White Sands del Servicio de Parques Nacionales), así como las instalaciones de la Fuerza Aérea de Estados Unidos.

El Polígono de White Sands está ubicado aproximadamente a 70 kilómetros al norte de la ciudad de El Paso (Texas) y a unos 32 kilómetros al este de Las Cruces (Nuevo México) en la Autopista 70. El terreno se extiende al oeste de Alamogordo y al este de las montañas de San Andrés con una extensión norte-sur de aproximadamente 160 kilómetros. Se recorren unos 70 kilómetros en dirección este-oeste; la carretera que lo atraviesa se cierra ocasionalmente por razones de seguridad cuando se realizan pruebas en el polígono. Con aproximadamente 8.300 km², el Polígono de Misiles de White Sands es la instalación militar más grande de Estados Unidos que incluye partes de cinco condados del sur de Nuevo México:
1. Condado de Doña Ana.
2. Condado de Otero.
3. Condado de Socorro.
4. Condado de Sierra.
5. Condado de Lincoln.

#### Bases militares cercanas
- El Polígono de Misiles de White Sands limita al sur con el Complejo de la Cordillera McGregor de 2.400 km² en Fort Bliss (sureste de la Cuenca de Tularosa y en la Mesa de Otero[2]) lo que los convierte en áreas contiguas para pruebas militares.

- La Base Aérea de Holloman limita al este con el Polígono de Misiles de White Sands.

#### Ciudades cercanas
- Las Cruces (Nuevo México) al oeste.
- Alamogordo (Nuevo México) al este.
- Chaparral (Nuevo México) al sur.
- El Paso (Texas) al sur.

#### Parque nacional y refugio de vida silvestre
Las siguientes áreas naturales protegidas por el gobierno federal están contenidas dentro de las fronteras del Polígono de Misiles de White Sands:
- Parque nacional de White Sands
- Refugio Nacional de Vida Silvestre de San Andrés

## Historia

#### Desarrollo de la bomba atómica
La instalación se construyó originalmente durante la Segunda Guerra Mundial como campo de pruebas para los laboratorios de investigación atómica que operaban en Los Álamos (Nuevo México). En una parte remota del campo de pruebas, la primera bomba atómica fue detonada el 16 de julio de 1945 como parte del Proyecto Manhattan. Esta prueba se llevó a cabo en el Emplazamiento Trinity, el sitio se llama Jornada del Muerto.

#### Primeras investigaciones y pruebas con cohetes
Al final de la Segunda Guerra Mundial los científicos alemanes que trabajaban en Peenemünde, incluido Wernher von Braun, fueron llevados a Los Álamos y al Polígono de Misiles de White Sands. Los cohetes V1 y V2 capturados se transportaron al Polígono de Misiles donde se les realizó ingeniería inversa, se reconstruyeron y desarrollaron aún más.
Además de los misiles militares, la NASA probó aquí los cohetes de rescate de las naves espaciales Apolo con la ayuda de los cohetes Little Joe II.

#### Investigación y desarrollo
A día de hoy, continúan las investigaciones sobre nuevos tipos de cohetes en el Polígono de White Sands, así como investigaciones sobre armas nucleares y otras clases de armamento. Por ejemplo, el sistema THEL, que es un intento por utilizar láseres para defenderse de los proyectiles, se está probando en la Instalación de Pruebas de Sistemas Láser de Alta Energía (HELSTF). Otro enfoque está en el desarrollo y pruebas con drones para fines de reconocimiento y combate.

#### Pista alternativa para el transbordador espacial.
La denominada Pista Northrop, ubicada a 72 kilómetros al norte del edificio principal, era una de las alternativas de aterrizaje del transbordador espacial. La Pista Northrop recibió su nombre de Northrop Corporation, que realizó experimentos de vuelo allí, pero el nombre se ingresó en los mapas del Ejército de Estados Unidos con una falta de ortografía.

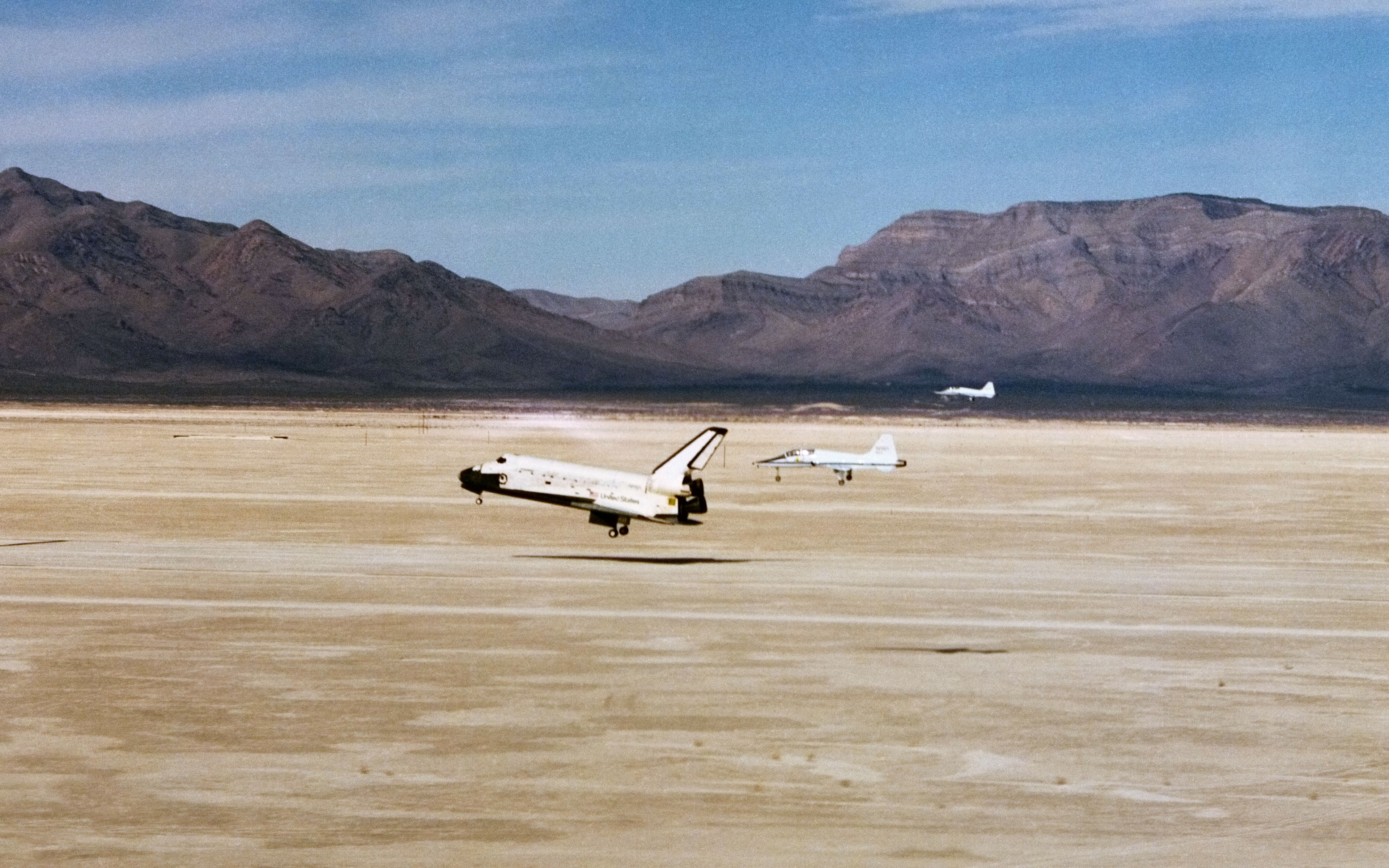
El transbordador espacial Columbia aterrizando en la Pista Northrop acompañado por dos aviones escolta

La pista solo se usó una vez cuando, el 30 de marzo de 1982, el transbordador espacial Columbia (STS-3) no pudo aterrizar en la Base Aérea de Edwards en California debido a las malas condiciones climáticas. En ese momento no había posibilidad de aterrizaje en el Centro Espacial Kennedy en Florida. El fino polvo de yeso provocó una grave contaminación de los sistemas mecánicos del transbordador espacial, lo que requirió una costosa reparación del mismo. Por esta razón, los aterrizajes de transbordadores en el Polígono de Misiles de White Sands solo se consideraron emergentes cuando las zonas principales de aterrizaje no estaban disponibles.
Debido a las condiciones climáticas adversas durante el vuelo del STS-116, la Pista Northrop fue designada como una de las posibles zonas para el aterrizaje del 22 de diciembre de 2006 en el Polígono de Misiles de White Sands. Cuando mejoró el clima en Florida, el transbordador espacial Discovery pudo finalmente aterrizar allí como estaba planeado. Aterrizar en la Pista Northrop habría creado problemas logísticos ya que el Polígono de White Sands no tiene las instalaciones que posee la Base Aérea Edwards y el transporte de regreso del Discovery habría llevado tres meses.

## Acontecimientos significativos
- La primera bomba atómica (denominada bajo el nombre en clave Trinity) fue una prueba detonada en el Emplazamiento Trinity (Trinity Site) cerca del límite norte de la cordillera el 16 de julio de 1945, siete días después de que se estableciera el Campo de Pruebas de White Sands.[3]

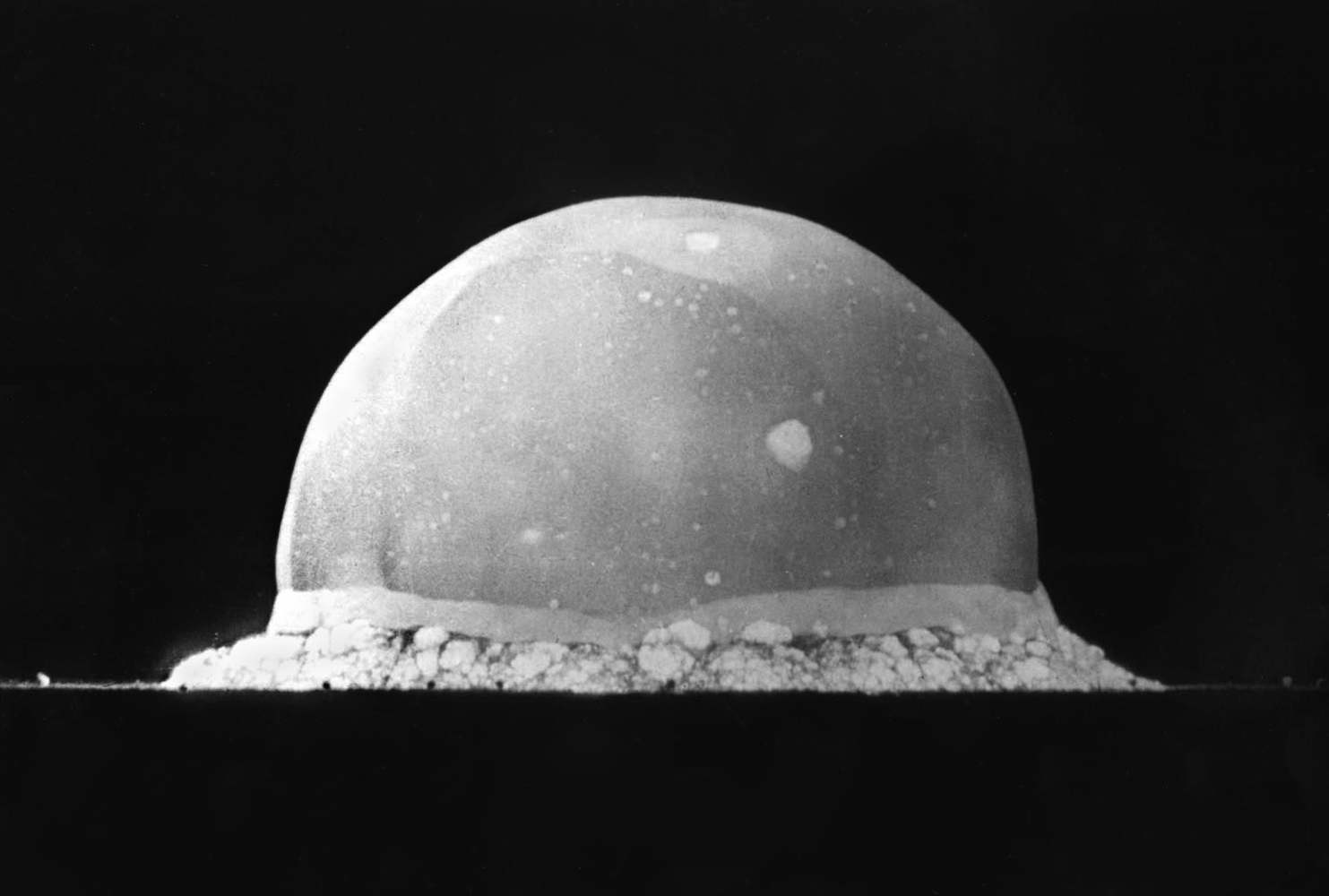
El emplazamiento donde tuvo lugar la explosión Trinity de 1945 se convirtió en parte del Polígono de Misiles de White Sands.

- Después de la finalización de la Segunda Guerra Mundial, 100 cohetes V-2 alemanes de largo alcance que fueron capturados por tropas militares norteamericanas, fueron llevados al Polígono de Misiles de White Sands. De estos 100 cohetes, 67 fueron probados entre 1946 y 1951 desde el Complejo de Lanzamiento V-2 de White Sands. (A esto le siguió la prueba con cohetes norteamericanos, que continúa hasta el día de hoy, junto con pruebas de otras tecnologías).
- El transbordador espacial Columbia de la NASA aterrizó en la Pista Northrop del Polígono de Misiles de White Sands el 30 de marzo de 1982 como finalización de la misión STS-3.[4] Esta fue la única vez que la NASA utilizó el Polígono de White Sands como zona de aterrizaje para el transbordador espacial.
- Las conexiones con Alemania, creadas por muchos científicos alemanes, todavía existen a día de hoy. Aún hay escuelas de habla alemana en Alamogordo y en El Paso que originalmente enseñaron a los hijos de los investigadores. Actualmente, una escuela alemana está disponible en ambos lugares para la escolarización de los hijos de los soldados alemanes destinados en El Paso (Fort Bliss) y en Alamogordo (Base Aérea de Holloman).

### Incidentes
- El 30 de mayo de 1947, un cohete de sondeo V-2 alemán disparado desde el Campo de Pruebas de White Sands se desvió de su curso, estrellándose y explotando en la cima de una loma rocosa a 3,5 millas al sur del distrito comercial de Juárez (México).[5]
- El 11 de julio de 1970, la Fuerza Aérea de Estados Unidos lanzó un cohete sonda Athena, equipado con un vehículo de reentrada V-123-D, desde el Complejo de Lanzamiento de Green River en Utah. Si bien su objetivo previsto se hallaba situado dentro del Polígono de Misiles de White Sands, el cohete voló hacia el sur e impactó entre 180 y 200 millas al sur de la frontera mexicana en el desierto de Mapimi, en la esquina noreste del estado mexicano de Durango.[6]

## Transporte

#### Carreteras principales
- La Ruta o Autopista 70 atraviesa la parte sur del polígono en dirección oeste-noreste y está sujeta a cierres periódicos de carreteras durante los lanzamientos de prueba en el Polígono de White Sands.
- La Carretera Estatal 213 de Nuevo México atraviesa al polígono desde el sur de Chaparral (Nuevo México) y finaliza en la Ruta o Autopista 70.

#### Aeropuertos cercanos
- Aeropuerto Internacional de Las Cruces: no hay vuelos comerciales regulares de pasajeros desde el 25 de julio de 2005, cuando Westward Airways cesó sus operaciones. La aviación general, la Guardia Nacional del Ejército de Nuevo México (4 helicópteros Lakota UH-72), vuelos chárter privados y CAP utilizan el aeropuerto, entre otros.
- Aeropuerto Internacional de El Paso: es el aeropuerto más cercano con vuelos comerciales regulares.

## Monumentos Históricos Nacionales
Los lugares históricos destacados en los terrenos del Polígono de Misiles de White Sands incluyen:
- Emplazamiento Trinity: seleccionado en noviembre de 1944 para la prueba nuclear Trinity realizada el 16 de julio de 1945,[7] (distrito de Monumento Histórico Nacional el 21 de diciembre de 1965,[8][9] Registro Nacional de Lugares Históricos el 15 de octubre de 1966.)[10]
- Complejo de Lanzamiento de V-2 de White Sands: una prueba estática de lanzamiento de V-2, el 15 de marzo de 1946, y el primer lanzamiento de un V-2 en Estados Unidos, el 16 de abril de 1946 (designación histórica el 3 de octubre de 1985).[11][12]

## Operaciones actuales

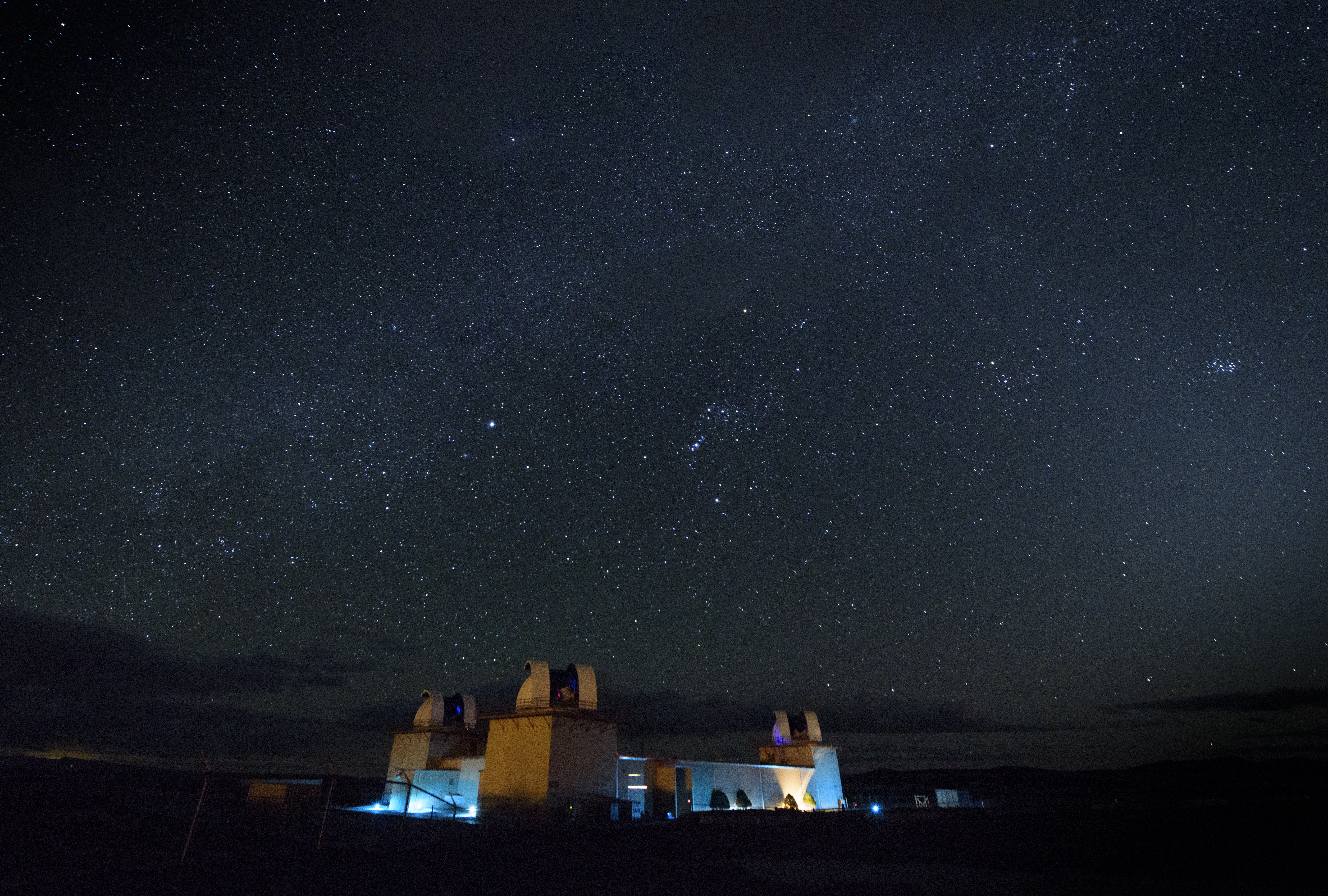
Telescopios electro-ópticos de vigilancia espacial del espacio profundo basados en tierra realizan una misión de vigilancia espacial.

El Centro de Pruebas de White Sands con sede en el "Área de Puesto” ("Post Area"), del Polígono de Misiles de White Sands tiene sucursales para Sistemas Tácticos Tripulados y Radiación Electromagnética y lleva a cabo pruebas de misiles y operaciones de recuperación en el polígono. Otras operaciones en los terrenos del Polígono de White Sands incluyen:
- El Complejo de Pruebas de Vuelo Aborto para el Lanzamiento para el Pad Abort-1.
- Complejo 37 de Lanzamiento de White Sands, construido para las pruebas de los Nike Hercules.
- Complejo 38 de Lanzamiento de White Sands, construido para las pruebas de los Nike Zeus con un Edificio para el Control del Lanzamiento ahora utilizado para lanzamientos de misiles MIM-104 Patriot.
- "Puesto Principal del Polígono de Misiles de White Sands", que incluye varias áreas más pequeñas, como el área de viviendas, el campo de golf, el "Área de la Marina" y el "Área Técnica"[15] (un campo de tiro recreativo justo dentro de la "Entrada de El Paso" en el sur que está fuera del Área de Correos.)
  - Excursiones y exhibiciones del Museo del Polígono de Misiles de White Sands, que incluye el cohete V-2 devuelto en mayo de 2004 después de la restauración.
  - Salón de la Fama de White Sands, que rememora a los miembros de la instalación como por ejemplo al primer comandante del polígono (1945-1947), el Coronel Harold Turner, en 1980.[16]
  - Centros para Contramedidas del Departamento de Defensa de 1972, que evalúan las municiones guiadas de precisión y otros dispositivos en entornos de contramedidas y contramedidas electrónicas.[17]
- La estación terrestre de Instalación de Pruebas de White Sands de la NASA para seguimiento y transmisión de datos por satélite y la estación terrestre para el SDO con 2 antenas de 18 m.
- La instalación de North Oscura Peak del Directorado de Energía Directa del Laboratorio de Investigación de la Fuerza Aérea.